# Rosario Silva de Lapuerta
Rosario Silva de Lapuerta (Madrid, 15 de junio de 1954) es una jurista española. Es la primera mujer abogada del Estado en España. Ha sido jueza en el Tribunal de Justicia de la Unión Europea  (TJUE) del 7 de octubre de 2003 hasta octubre de 2021 siendo sustituida por Lourdes Arastey. El  9 de octubre de 2018 asumió la vicepresidencia de este Tribunal. En el año 2021 recibió la Medalla de Honor Ruth Bader Ginsburg que otorga la World Jurist Association.

## Biografía
Rosario Silva de Lapuerta nació en Madrid el 15 de junio de 1954. Es hija del exministro franquista de Obras Públicas Federico Silva Muñoz y Rosario de Lapuerta Quintero (26 de diciembre de 1930 - 9 de junio de 2012), hermana de la también abogada Marta Silva de Lapuerta y de sobrina de Álvaro Lapuerta, extesorero del Partido Popular. Se licenció en Derecho por la Universidad Complutense de Madrid y fue la primera mujer en España que asumió el puesto de abogada del Estado, destinada en Málaga, abogada del Estado en el Servicio Jurídico del Ministerio de Transportes, Turismo y Comunicaciones y posteriormente en el Servicio Jurídico del Ministerio de Asuntos Exteriores.
Posteriormente fue abogada del Estado-Jefa del Servicio Jurídico del Estado ante el Tribunal de Justicia de las Comunidades Europeas y Subdirectora General de Asistencia Jurídica Comunitaria e Internacional en la Abogacía General del Estado
Miembro del Grupo de Reflexión de la Comisión sobre el futuro del sistema jurisdiccional comunitario.
Jefa de la Delegación Española en el Grupo de «Amigos de la Presidencia» para la reforma del sistema jurisdiccional comunitario en el Tratado de Niza y del Grupo ad hoc del Consejo «Tribunal de Justicia»
También fue profesora de Derecho Comunitario en la Escuela Diplomática de Madrid. Codirectora de la revista Noticias de la Unión Europea
Jueza del Tribunal de Justicia de la Unión Europea desde el 7 de octubre de 2003 a octubre de 2021 vicepresidenta del mismo desde el 9 de octubre de 2018 en julio de 2021 se anunció que sería sustituida por la magistrada Lourdes Arastey.

### Carrera profesional

#### Abogacía del Estado
Silva de Lapuerta fue la primera mujer en acceder a la Abogacía del Estado en España. Fue el 11 de julio de 1978, cinco meses antes de que se aprobara la Constitución Española.

#### Comunidades Europeas
Su vinculación con la Unión Europea se inició como Abogada del Estado y Jefa del servicio jurídico del Estado ante el Tribunal de Justicia de las Comunidades Europeas y subdirectora general de Asistencia Jurídica Comunitaria e Internacional en la Abogacía General del Estado en el Ministerio de Justicia.
También fue miembro del grupo de reflexión de la Comisión sobre el futuro del sistema jurisdiccional comunitario y jefa de la delegación española en el Grupo de amigos de la Presidencia para la reforma del sistema jurisdiccional comunitario en el Tratado de Niza y del grupo ad hoc del Consejo Tribunal de Justicia.

#### Tribunal de Justicia de la Unión Europea
Fue nombrada jueza del Tribunal de Justicia de la Unión Europea en 2003 y en 2014, renovó su mandato. En 2018 pasó a ser vicepresidenta de ese Tribunal, cargo que mantendrá hasta octubre de 2021. 
Entre sus funciones como vicepresidenta se encuentran las funciones jurisdiccionales con la participación en todos los asuntos de la Gran Sala, las competencias en materia de medidas cautelares y la presidencia de la Sala que decide sobre la admisión de las casaciones cuando se trata de recursos interpuestos en relación con asuntos que ya han sido objeto de un doble examen, primero por una autoridad administrativa independiente y luego por el Tribunal General. En segundo lugar, las funciones protocolarias y de representación dentro y fuera del Tribunal. Por último, las funciones de apoyo al Presidente.
El pasado mes de octubre de 2020 Silva comunicó al Gobierno de España su decisión de abandonar su puesto como jueza y vicepresidenta en el TJUE tras 19 años de servicio. En julio de 2021 se eligió a la magistrada Lourdes Arastey para sustituirla.

## Distinciones
- 2003  Gran Cruz de la Orden al Mérito Civil,[5][6]

- 2020  Gran Cruz de San Raimundo de Peñafort[7][8]